# Chalifa ibn Harub
Chalifa II ibn Harub (ar. خليفة بن حارب) (ur. 26 sierpnia 1879 w Maskacie, zm. 9 października 1960 w Stone Town na Zanzibarze), jedyny syn Sajjida Haruba ibn Suwajniego sułtana Maskatu i jego żony Turkijji bint Turki (byłej żony Hamida ibn Suwajniego sułtana Zanzibaru i najstarszej córki Turkiego ibn Sa’ida, sułtana Maskatu i Omanu).
Osiedlił się w Zanzibarze na zaproszenie sułtana Hamida ibn Suwajniego w 1893 roku. W 1900 roku ożenił się z księżniczką Sajjidą Matuka bint Hammud, córką siódmego sułtana Zanzibaru (Hammuda ibn Muhammada) i siostrą ósmego sułtana (Alego ibn Hammuda). Zasiadł na tronie po abdykacji jego kuzyna i szwagra i został dziewiątym sułtanem Zanzibaru. Był przewodniczącym Rady Protektoratu 1911-1926, Zanzibarskiej Rady Wykonawczej 1926-1954, Tajnej Rady Sułtańskiej 1954-1960 powiadamiającej go o ważnych sprawach państwowych. Założył Organ Wykonawczy oraz Radę Legislacyjną w 1926 roku do administrowania swoim królestwem.
Zapraszany był na uroczystości koronacyjne króla Jerzego V i królowej Marii w 1911, króla Jerzego VI i królowej Elżbiety w 1937 oraz królowej Elżbiety II w 1953.
Miał 3 synów ze swoją pierwszą żoną:
- Suwajni ibn Chalifa, zm. 1906
- Abd Allah ibn Chalifa
- Abd al-Wahhab ibn Chalifa, zm. 1912

i adoptowaną córkę
- Amal bint Chalifa, ur. 1939